# Gabinete de Assuntos Indígenas
O Gabinete de Assuntos Indígenas (em inglês:  Bureau of Indian Affairs) é uma agência federal dependente do Departamento do Interior dos Estados Unidos, responsável por implementar as leis e políticas federais relacionadas aos povos nativos estado-unidenses e nativos do Alasca, e administrar e gerir 55 700 000 acres (225 000 km²) de terras para as tribos indígenas, sob custódia do governo federal dos Estados Unidos da América. Presta serviços para cerca de dois milhões de indígenas estado-unidenses em quinhentas e setenta e quatro tribos reconhecidas federalmente. A agência é governada por um diretor e supervisionada pelo secretário-assistente de assuntos indígenas, que responde ao secretário do Interior dos Estados Unidos.
A agência trabalha com governos tribais para ajudar a administrar a aplicação da lei e justiça, para promover o desenvolvimento na agricultura, infraestrutura e economia, melhorar a governança tribal, gerir recursos naturais e melhorar a qualidade de vida nas comunidades tribais. Os serviços educacionais são fornecidos pelo Gabinete de Educação Indígena, a única outra agência pelo secretário-assistente de assuntos indígenas, enquanto que os cuidados de saúde são de responsabilidade do Departamento de Saúde e Serviços Humanos dos Estados Unidos, através do Serviço de Saúde Indígena.
É considerada uma das agências estatais pioneiras dos Estados Unidos, com raízes que remontam ao Comité de Assuntos Indígenas estabelecido pelo Congresso dos Estados Unidos em 1775. Chefiado inicialmente por Benjamin Franklin, o comité supervisionava o comércio e as relações de tratados com vários povos indígenas, até ao estabelecimento do Gabinete de Assuntos Indígenas pelo Secretário da Guerra dos Estados Unidos, John C. Calhoun em 1824. A agência obteve autoridade legal em 1832, e em 1849 foi transferida para o recém-criado Departamento do Interior. Até a adoção formal do seu nome atual em 1947, era conhecida como Gabinete Indígena, Departamento Indígena e Serviço Indígena.
A missão e o mandato da agência refletiram historicamente a política prevalecente do governo dos Estados Unidos de assimilação forçada de povos nativos e suas terras, começando com a Lei de Autodeterminação e Assistência Educacional Indígena de 1975, e enfatizou cada vez mais a autodeterminação tribal e as relações entre pares entre os governos tribais e o governo federal.
Entre 1824 e 1977, a agência foi chefiada por um total de quarenta e dois comissários, dos quais seis eram descendentes de indígenas. Desde a criação do cargo de secretário-adjunto de Assuntos Indígenas em 1977, todos os treze ocupantes até aos dias atuais eram indígenas, incluindo Bryan Newland da Comunidade Indígena de Bay Mills, nomeado e confirmado para o cargo em 2021. Em 2020, a maioria dos funcionários da agência eram povos nativos estado-unidenses ou nativos do Alasca, sendo a maioria na história da agência.